# Art de l'Iran mongol
 (octobre 2021).
L'art de l'Iran mongol est l'ensemble des productions artistiques du grand Iran depuis la conquête de Gengis Khan (début du xiiie siècle jusqu'à la conquête de Timur-i Leng, dit Tamerlan (dernier quart du xive siècle. Sont comprises dans cette appellation les productions :
- des Il-khanides et de leurs successeurs (Muzaffarides, Jalayirides)
- de la Horde d'or

## Contexte historique
À la mort de Gengis Khan (1227), son territoire est divisé entre ses quatre fils : Ögödei devient grand Khan à la place de son père, tandis que Djötchi fonde la Horde d'or, Tolui prend le pouvoir en Chine et Djaghataï se trouve maître du grand Iran. Rapidement toutefois, Ögödei est évincé du pouvoir, et c'est le dirigeant chinois qui prend le titre de grand Khan. En 1279, Kubilai Khan est nommé à ce poste. Fondant la dynastie des Yuan, il se convertit au bouddhisme et instaure la pax mongolica.

### Dynastie djaghataïde
En Iran, après la mort de Djaghataï (1241), une dispute éclate entre ses fils et petit-fils. Alughu, l'un des petits-fils, fonde la lignée djaghataïde, qui règne en Transoxiane, au Turkestan Oriental et au Semiretchie (« sept rivières ») jusqu'à la conquête des Timourides, en 1363.

### Dynastie Il-khanide
Hülegü, de son côté, poursuit la conquête en s'emparant à nouveau des territoires d'Asie Occidentale que la mort de Gengis avait soustraits à la domination mongole. En 1256, il attaque et met fin à la secte des Assassins, puis s'empare de Bagdad en janvier 1258. Cependant, Hülegü est forcé de s'interrompre en 1259, lorsque la mort de son frère, le grand Khan Möngke, le rappelle en Mongolie pour participer au conseil de succession. La défaite d'Ain Jalut face au sultan mamelouk Baybars met quasiment fin à l'expansion mongole. Ceux-ci dominent alors l'Irak, l'Iran, l'Azerbaïdjan, l'Arménie, la Géorgie et l'Anatolie. La plupart des régions sont dévastées : Balkh et Samarkand sont détruites, les systèmes d'irrigation (qanats), qui remontaient à l'époque achéménide, inutilisables, l'administration centralisée vole en éclats.
La dynastie des Il-khanides (littéralement les "khans régionaux", vassaux du grand khan) est mise en place par Hülegü. Une première période (1256-1295) correspond à la reconstruction du pays, à l'établissement de contacts avec l'Europe. Les dirigeants sont animistes, mais ouverts aux autres religions (bouddhisme, christianisme, islam, zoroastrisme). La capitale se situe à Tabriz, qui connaît alors une vie artistique et intellectuelle importante. La seconde période (1295-1353) correspond à la fois à l'âge d'or et au déclin de la dynastie. Les dirigeants sont convertis à l'islam, mais toujours ouverts aux autres confessions. Trois grands souverains se succèdent au pouvoir : Ghazan Khan, Oldjaïtou et Abu Said, qui sont tous trois aidés par le vizir Rashid al-Din. Cependant, dès la mort d'Abu Said (1336), ce sont de petites dynasties locales, les Muzaffarides (en Perse méridionale) et les Jalayirides (en Irak, au Kurdistan et en Azerbaidjan) qui exercent réellement le pouvoir, et ce jusqu'à la conquête Timouride.

### Horde d'Or
Jochi, mort quelques mois avant son père Gengis Khan, reçoit les plaines Kiptchak (Kazakhstan et sud-ouest de la Sibérie) et fonde la Horde d'or, dite aussi Horde bleue. Après son décès, Batu ibn Jochi, son fils aîné, reprend le flambeau de la Horde bleue, tandis que Orda ibn Jochi, le fils puîné, prend la tête d'une Horde blanche, qui reste vassale de celle de Batu. Bien que normalement soumise au grand khan de Chine, la Horde d'Or prend rapidement son indépendance, et s'oppose souvent aux dynasties sédentarisée d'Asie centrale. Ces nomades sont de grands pourvoyeurs de mamelouks, et s'associent parfois à la dynastie égyptienne et aux Francs contre leurs frères mongols.

## Art de ladynastie il-khanide

### Architecture et urbanisme

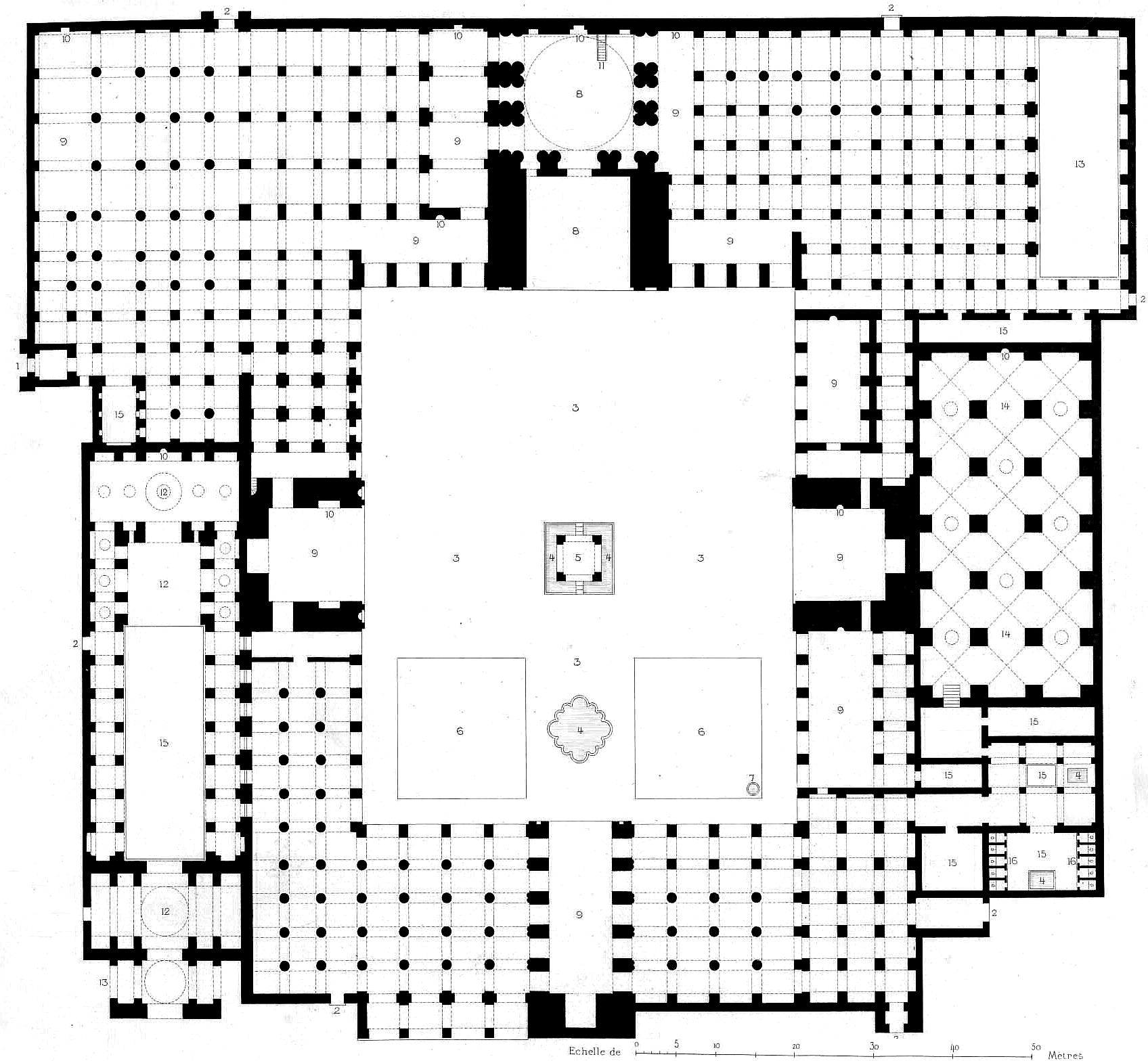
Plan de la mosquée du vendredi d'Ispahan. On voit bien les renforcements constitués par les quatre iwans, qui forment une sorte de croix. Le cercle derrière l'iwan qui abrite le mihrab indique la coupole.

Les il-khanides reprennent en grande partie les traditions des Saljukides d'Iran : la brique est le matériau de construction privilégié, et la céramique et le stuc sont employés pour le décor ; pour les mosquées, on utilise le plan dit « iranien » à quatre iwans ; et d'une manière générale, iwans, coupoles à coque simple, trompes, et muqarnas font partie du répertoire architectural courant. Le décor de céramique prend de l’importance et se complexifie. Toutefois, on note également que des traditions mongoles sont conservées : c'est notamment le cas des orientations en fonction des points cardinaux[réf. nécessaire]. 

#### Urbanisme
La ville de Maragha, qui servait de capitale d'été, fut fouillée en 1979. On y a surtout découvert un immense observatoire construit en 1259 sur l'ordre d'Hülegü, comportant seize bâtiments non couverts, et entouré de cinq tours. Tabriz, quant à elle, fut notablement agrandie par l'édification d'un faubourg (faubourg de Shams) comprenant une madrasa, une académie, une bibliothèque, des résidences… En 1304, Oldjaïtou fit à son tour établir une nouvelle capitale : Sultaniya, qui était composée notamment d'une citadelle à seize tours.
Le vizir Rashid al-Din ordonna également la construction de nombreux caravansérails le long des routes principales et de bains dans toutes les villes, ce qui génère des revenus.

#### Architecture palatiale
Étant donné les origines nomades des mongols, ceux-ci ont tendance à construire les bâtiments d'habitation en matériaux dégradables (bois, tissu). Il existe cependant un palais, Takht-i Sulayman ("le trône de Salomon"), bâti en briques et qui demeure plus ou moins conservé. Construit sur un ancien temple du feu sassanide sous le règne d'Abaqa (1265-1282), il fut fouillé entre 1959 et 1973 par une équipe allemande.
Le palais occupe une enceinte ovale sassanide, réorientée nord-sud par deux portes suivant les coutumes mongoles. Au centre se trouve une grande cour carrée, bâtie autour d'un lac et sur laquelle ouvrent quatre iwans de tailles et de fonctions différentes : celui de l'ouest est cantonné de deux éléments octogonaux qui servaient peut-être d'appartements, tandis que celui du nord mène à une salle de réception. Le décor est abondant et riche notamment dans les carreaux de céramique aux formes diverses et décorés selon différents procédés (lustre, lajvardina, moulage, glaçures colorées…). Certains illustrent des scènes du Shah Nama, car cet endroit était considéré comme le lieu de couronnement des rois sassanides. Des muqarnas sculptés en stuc se trouvaient dans les voûtes et les coupoles, et les chapiteaux étaient sculptés dans du marbre.

#### Architecture funéraire
Comme toujours[réf. nécessaire] en Iran, deux types de tombeaux sont édifiés : les mausolées sous coupoles et les tours funéraires.

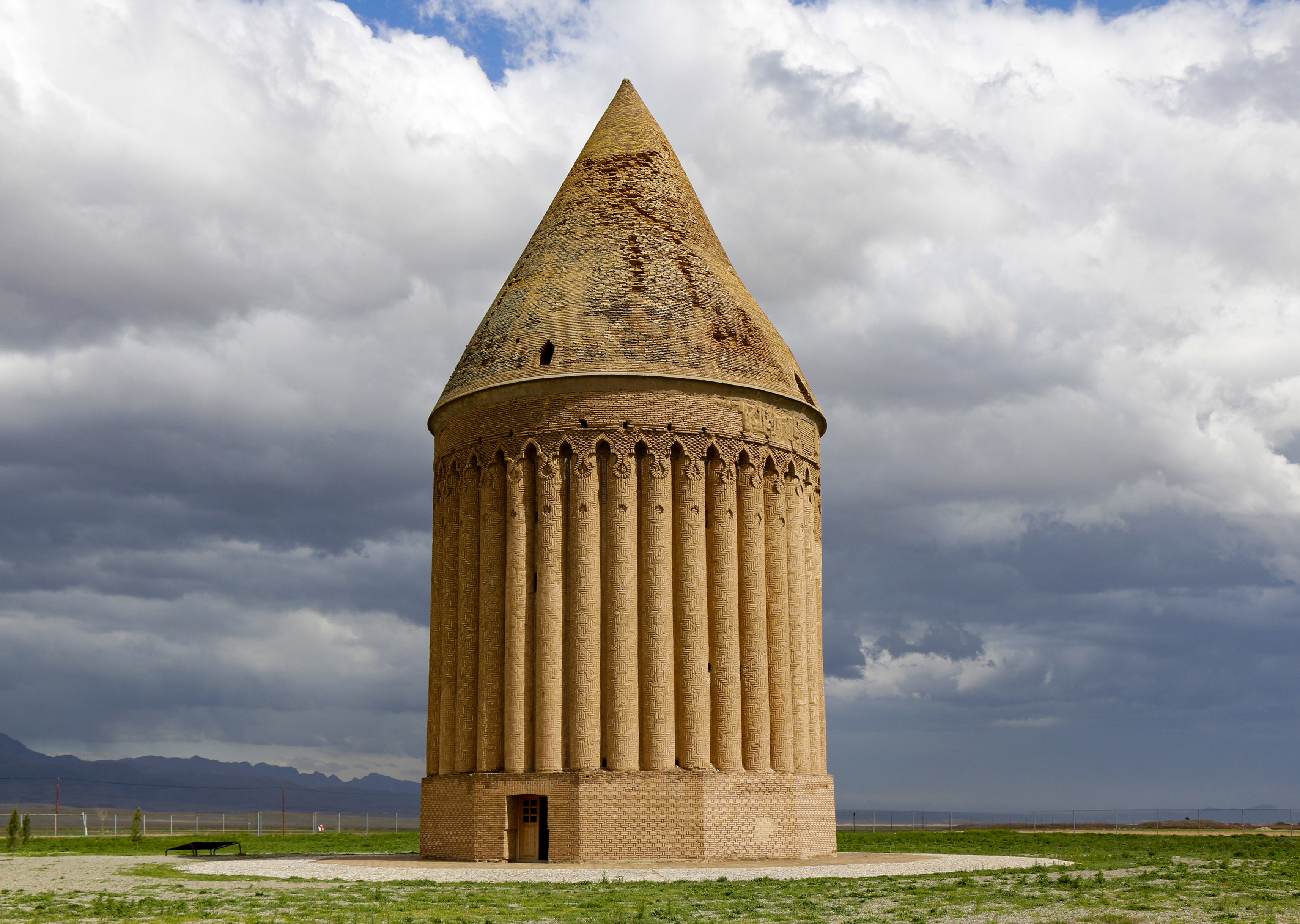
La Tour Radekan, à Tchenaran (Iran), tour funéraire en Iran mongol. Janvier 2015.

L'exemple le plus important de mausolée sous coupole subsistant est le mausolée d'Oldjaïtou, construit en 1307-1313 à Sultaniya. Haut de 77 m et d'un diamètre de 38 m, ce gigantesque tombeau se trouvait au centre d'un important complexe comprenant khanqah, hôpitaux, madrasas, bibliothèques, collège philosophique... Il peut rappeler le mausolée de Sanjar, de par ses dimensions notamment, mais son plan orienté vers les points cardinaux (et non vers la Mecque) résulte d'une coutume mongole. De même, il ne compte pas moins de huit minarets, ce qui est extrêmement rare, et doit également être rattaché à la culture mongole. Le décor interne est réalisé avec de la céramique à glaçure turquoise et cobalt, parfois moulée, et grâce à des panneaux de stuc sculpté dont les motifs sont à rapprocher de l'art du livre. 
Le mausolée d'Oldjaïtou est le seul exemple de tombeau de ce type conservé, bien qu'on pense que ceux de Ghazan Khan et Rashid al-Din, aujourd'hui détruits, aient dû lui ressembler. 
Pour les tours funéraires, une grande nouveauté apparaît dans la conception même de la tombe : celle-ci n'est plus isolée, mais jouxte une mosquée du vendredi. Les plans en général sont étoilés (tour de Bastam, tour de Radkan) ou polygonaux (mausolée de Shaykh 'Abd al-Samad à Natanz) à l'extérieur, et plus simples à l'intérieur. Le toit prend la plupart du temps la forme d'un cône. Du point de vue du décor, on note un jeu entre briques glaçurées et non-glaçurées, et l'incrustation de panneaux de stuc sculpté. Les muqarnas sont également très utilisés.

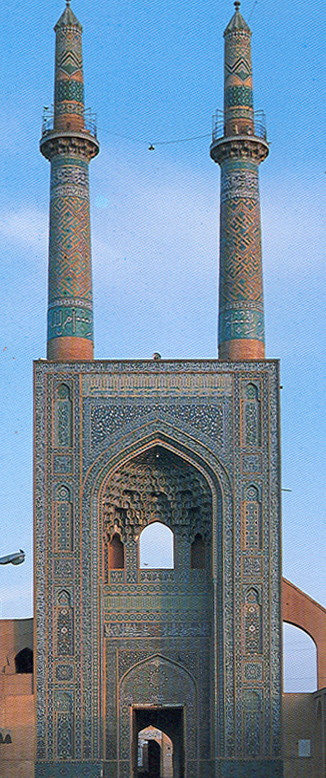
Portail principal de la mosquée de Yazd, encadré par deux minarets, et au centre un iwan décoré de muqarnas.

#### Architecture religieuse
Pour les mosquées, le plan employé est le plan iranien progressivement devenu typique avec ses quatre iwans et la salle de prière sous coupole. Des minarets encadrent les portails dont l'élancement est caractéristique de cette période. Le décor de céramique et de stuc se complexifie, les muqarnas sont très employés, dans les coupoles notamment. Les deux mosquées les plus remarquables de cette période sont celles de Varamin, érigée entre 1322 et 1326, et celle de Yazd, qui date de 1325-1334 mais a subi des ajouts postérieurs.
Liste des édifices notables:
- Grande mosquée d'Ashtarjan
- Grande mosquée de Bastam
- Grande mosquée de Farumad
- Grande mosquée de Varamin

### Objets
Dans le domaine des objets d'art, les Mongols produisent principalement de la céramique et du métal, mais aussi des tissus.

#### Céramique

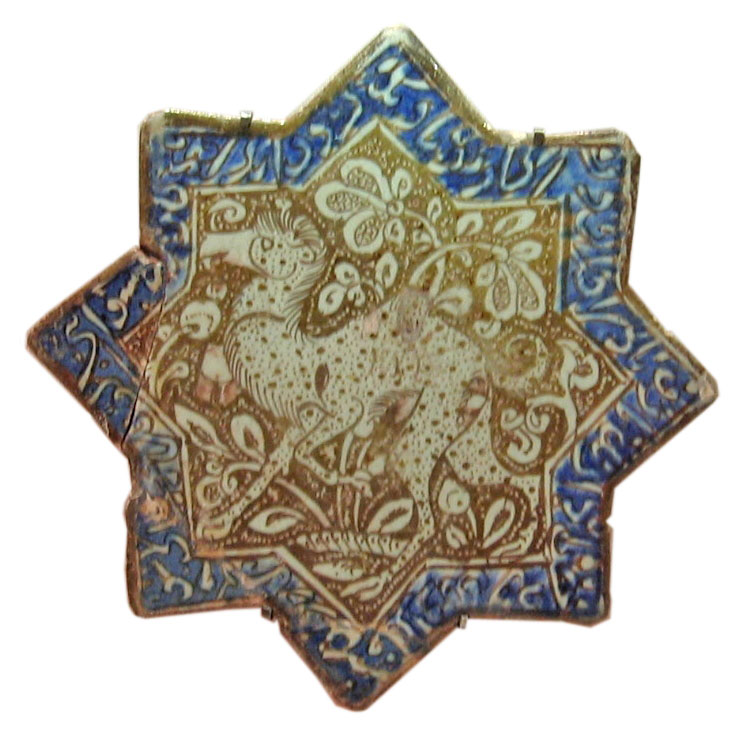
Carreau. Étoile au chameau, Iran, fin XIIIe siècle, céramique siliceuse à décor de lustre métallique et peint sous glaçure, musée du Louvre.

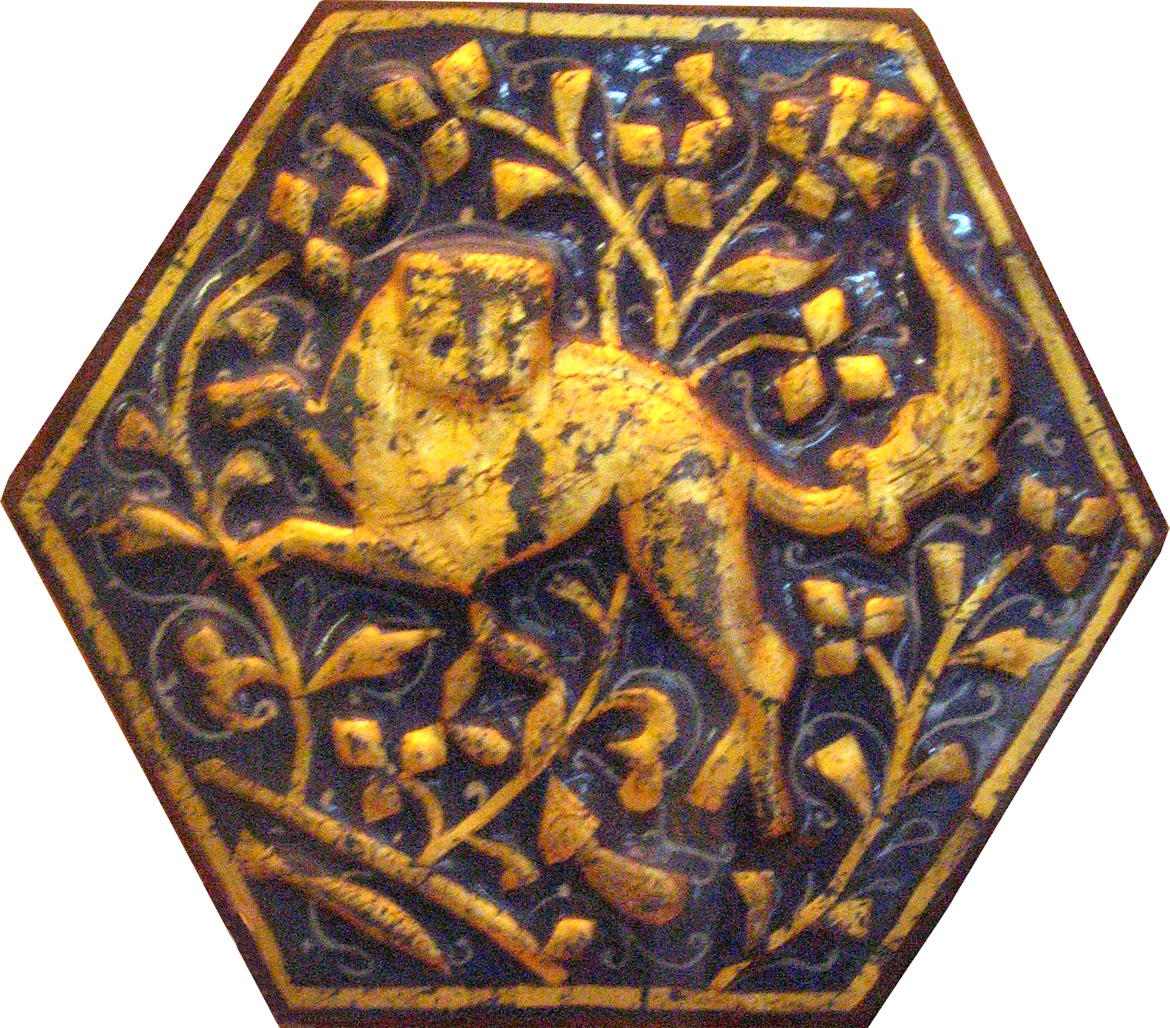
Lajvardina, Takht-e Soleyman, 1270-1275. Musée national d'Iran.

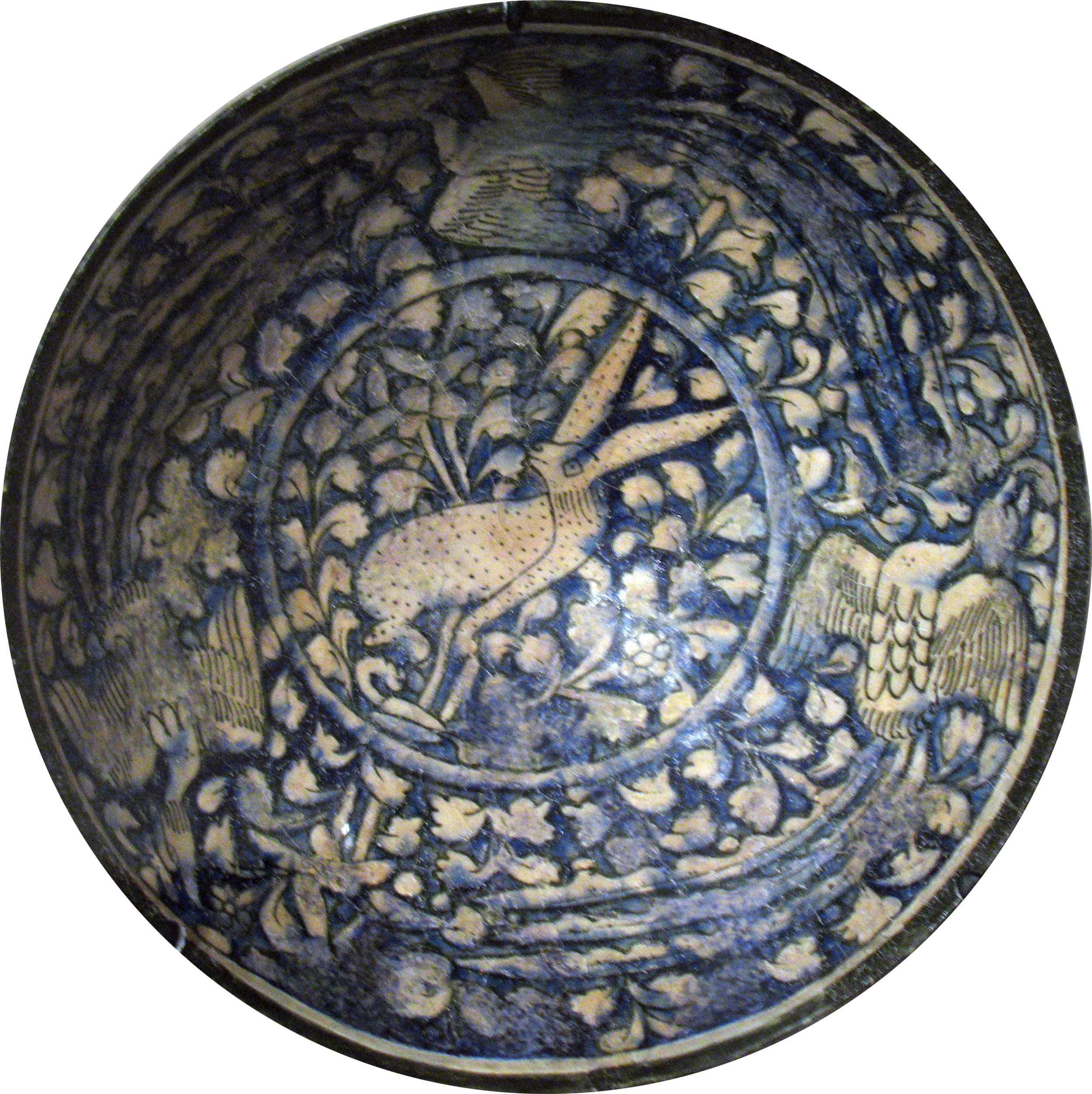
Céramique de Sultanabad, Bol au lièvre, Brooklyn Museum.

La céramique de cette période est particulièrement bien connue, grâce à une intéressante source écrite : le traité d'Abu'l Qasim al-Kashani. Descendant d'une grande lignée de potiers, celui-ci compose en 1301 un ouvrage qui donne des recettes (pour la pâte siliceuse notamment), des techniques de décor (minaï, lajvardina, etc.) et de cuisson, etc. Ce traité est tout à fait unique en son genre, étant donné que la plupart des informations qu'il donne étaient conservées comme des secrets d'ateliers. 
La céramique est pourtant un art un peu déclinant à cette période, vis-à-vis des pièces saljukides : les formes semblent un peu lourdes, les techniques utilisées coûtent moins cher, le décor se stylise... 
Plusieurs centres de production sont recensés par les historiens : 
- Kashan, seul centre absolument sûr, qui produit du lustre, mais semble cesser un temps son activité, entre 1227 et 1269.
- Tabriz, qui est mentionnée par Abu'l Qasim et d'autres sources historiques
- Rayy, un lieu actuellement disparu, mais également mentionné par Abu'l Qasim (à côté de l'actuelle Téhéran)
- Sultaniya, qui ne semble avoir produit que quelques types ciblés
- Kirman, dont la principale activité est l'imitation de céladons, mais qui produit également du lustre.

On relève de nombreuses formes, qui témoignent d'inspiration diverses : 
- Les formes d'inspiration extrême-orientale, à savoir les coupes à côtes de melon, les coupes à marli festonné et les coupes octogonales et à pans coupés sur piédouche,
- Les formes d'influence saljukide, au nombre desquelles les présentoirs à épices et les albarelles renflées
- Les formes nouvelles, mongoles, c’est-à-dire principalement des bouteilles piriformes et des bols profonds.

Dans les décors, on note principalement l'arrivée de motifs chinois, comme les fleurs de lotus, les phénix, les dragons, etc. Ces décors se retrouvent principalement dans les carreaux, et beaucoup moins dans les pièces de forme. Les décors radiés sont extrêmement présents, dans diverses techniques, ainsi que des représentations animées à rapprocher des manuscrits contemporains, malgré l'abandon de la technique du minaï.
Plusieurs groupes peuvent être déterminés grâce à la technique de décor employée, sur une pâte toujours siliceuse :
- Le lustre métallique, produit principalement à Kashan. Les carreaux de revêtement sont produits jusque dans les années 1340, mais la vaisselle lustrée connaît un déclin dès 1261 et n'est plus produite à partir de 1284.
- Le lajvardina, produit uniquement à la fin du XIIIe siècle et au XIVe remplace le mina'i. Comme lui, il s'agit d'une technique de petit feu, mais le décor se contente de peinture de couleurs rouge, noir et blanc, plus un dorage à froid, sur une glaçure transparente bleue ou turquoise.
- Le groupe des sultanabad tire son nom d'un site où ces céramiques ont été retrouvées en masse, bien que la ville n'ait pas été un centre de production. Il s'agit de bols tronconiques avec un bord en saillie, décorés dans une palette restreinte (engobes blanc, gris et noir, et parfois quelques rehauts de bleu). Les motifs sont généralement des animaux à corps tachetés ou des oiseaux, comme des phénix.
- Un dernier groupe dénote l'intérêt que prêtent les potiers à la texture. Il s'agit des décors moulés sous glaçure bleu cobalt ou turquoise. Les motifs peuvent être végétaux, épigraphiques ou figuratifs.

#### Métal
La production de métal avant le XIVe siècle utilise encore les techniques et le style antérieurs : un alliage ternaire ou quaternaire, incrusté d'argent et de cuivre rouge et surtout d'or par martelage. L'objet phare de cette période est une écritoire du British Museum datée 1281-82 et signée par Mahmud ibn Sunqur. Son décor comprend des croix radiées, des motifs de waq-waq, de plaisirs princiers et un thème astrologique. 
Mais le "vrai" métal il-khanide, c'est celui produit au XIVe siècle. Les historiens de l'art utilisent à ce sujet deux grands types de sources : les écrits d'auteurs contemporains, mais aussi les manuscrits peints. Il en ressort qu'existaient sans doute de nombreux centres de production, mais les deux principaux étaient ceux de Tabriz et de Shiraz, qui donnèrent lieu à deux styles différents. 
- Le style de Tabriz

La pièce maîtresse de cette série est un immense chandelier (47,3 cm de diamètre), le plus grand conservé du monde islamique, provenant d'un mausolée de Bastam et conservé au musée des beaux-arts de Boston. En bronze incrusté d'argent, il est daté du 13 août 1309. De forme légèrement cintrée, il présente un décor incrusté d'argent et non figuratif (flore et calligraphie) du fait de sa destination religieuse ; cependant, la cinquantaine de chandeliers que l'on rattache à cette production porte souvent une iconographie figurative. On rattache aussi au style de Tabriz des boules de joints de 13 cm de diamètre environ servant pour les grilles de fenêtres, et plusieurs séries de boîtes, bassins, coffrets, brûle-parfum...
- Le style de Shiraz, ou école du Fars

Cette école fut déterminée dans les années 1960-70 par les travaux de Melikian-Chirvani. On la reconnaît à un détail dans les inscriptions : on y trouve toujours mention des titres d'un souverain anonyme accompagnés des mentions "héritier du trône de Salomon" et "Shirazi" (de Shiraz). La forme la plus typique de cette série est un bol rond et bas décoré de cartouches épigraphiques et de médaillons polylobés avec des figures de chasseurs, cavaliers et de princes en trône. Souvent, une bande d'animaux courant prend place sur le col. On connaît aussi des bassins, des chandeliers et des coffrets qui relèvent de cette production.

#### Tissu
Le tissu est un art majeur, et la base de l'économie il-khanide du fait d'une importante exportation vers l'Europe. Les cadeaux diplomatiques sont fréquemment constitués de tissus : en 1323, ce sont sept cents pièces de soie qu'Abu Said offre au sultan mamelouk Ibn Qala'un. 

 On ne connaît malheureusement que très peu de pièces conservées actuellement, et seule une œuvre appartient de manière certaine à la période, le nom d'Abu Saïd y étant inscrit. Grâce à elle, on a pu attribuer tout un groupe. Les historiens de l'art s'aident aussi des peintures, où tissus et tapis apparaissent couramment. 
D'un point de vue technique, toutes les pièces connues sont des lampas avec fils de chaîne et de trame en soie. Parfois, la trame est enrichie de fils d'argent ou d'or, et ceux-ci peuvent également être brochés une fois le tissage achevé. Les motifs d'inspiration chinoise, tant animaux (phénix, dragons) que floraux (pivoines, lotus) sont souvent employés.

### Art du livre

#### Avant 1336
L'héritage de l'école de Bagdad est très importante dans le livre il-khanide : en témoigne le calligraphe Yakut al-Mutasimi (1221-1298), qui poursuivit sa carrière chez les mongols après la chute de Bagdad en 1258. Il est d'ailleurs considéré comme l'un des plus grands calligraphes du monde islamique, maître des six calligraphies canoniques (naskhi, rayhani, Muhaqqaq, thuluth, tawqi, riqa). Cependant, un important changement a lieu dans la conception même du livre : pour la première fois avec les il-khanides, celui-ci est considéré comme une œuvre d'art complète, dans toutes les étapes de sa fabrication : calligraphie, enluminure, illustration, reliure. Il faut évidemment mettre cette nouvelle pensée en relation avec la naissance des kitabkhana. 
Deux lieux de production se détachent : Maragha, la capitale d'été, et surtout Tabriz, où les fondations de Rashid al-Din, de Ghazan Khan et d'Oldjaïtou donnent naissance à un grand centre intellectuel. L'atelier provincial de Chiraz prend également son essor, et celui de Bagdad se maintient malgré tout. Les textes des manuscrits réalisés sont soit des Corans, soit des textes littéraires, persans et arabes (Jami al-tawarikh, Shâh Nâmâ, manuscrit des merveilles de la création de al-Qazwini, Manafi al-Hayawan, etc.)
Les reliures de maroquin sont estampées à froid, sans or, et leurs décors sont généralement composés de rosaces, qui rappellent les enluminures de l'intérieur du livre. La taille du codex, par ailleurs, est plus importante au début du XIVe, durant le pouvoir de Rashid al-Din.
Il faut signaler deux manuscrits remarquables : 
- le premier est un exemplaire du Jami al-tawarikh an arabe, conservé en deux parties, à la collection Khalili et à l'université d'Édimbourg. Il faut y remarquer une iconographie riche et variée, puisant à des sources diverses, ainsi qu'une grande influence de la Chine, qui est de mise à cette période. Il est plus complètement analysé dans l'article Jami al-tawarikh.
- L'autre est un Shâh Nâmâ, dit Shâh Nâmeh Demotte ou Shâh Nâmeh du grand mongol. Ce manuscrit particulièrement somptueux, mais dépecé au début du siècle et actuellement éparpillé dans diverses collections occidentales, fut peut-être réalisé à la toute fin de la période, pour Abu Said, bien que les spécialistes se disputent encore beaucoup à son sujet (il s'agit du manuscrit islamique le plus étudié !). Il est marqué par une influence chinoise, mais également occidentale (syrienne, mais peut-être aussi italienne).

D'autres manuscrits moins importants dénotent d'une influence chinoise ou bagdadie. Les styles sont par ailleurs assez diversifiés, témoignant d'un bouillonnement hors du commun dans ce domaine. 

La période il-khanide marque donc à la fois l'émergence d'un style classique, qui aboutira aux XVIe et XVIIe siècles à l'école de Tabriz, et d'un style provincial, représenté par l'école de Chiraz.

#### Art du livre jalayiride

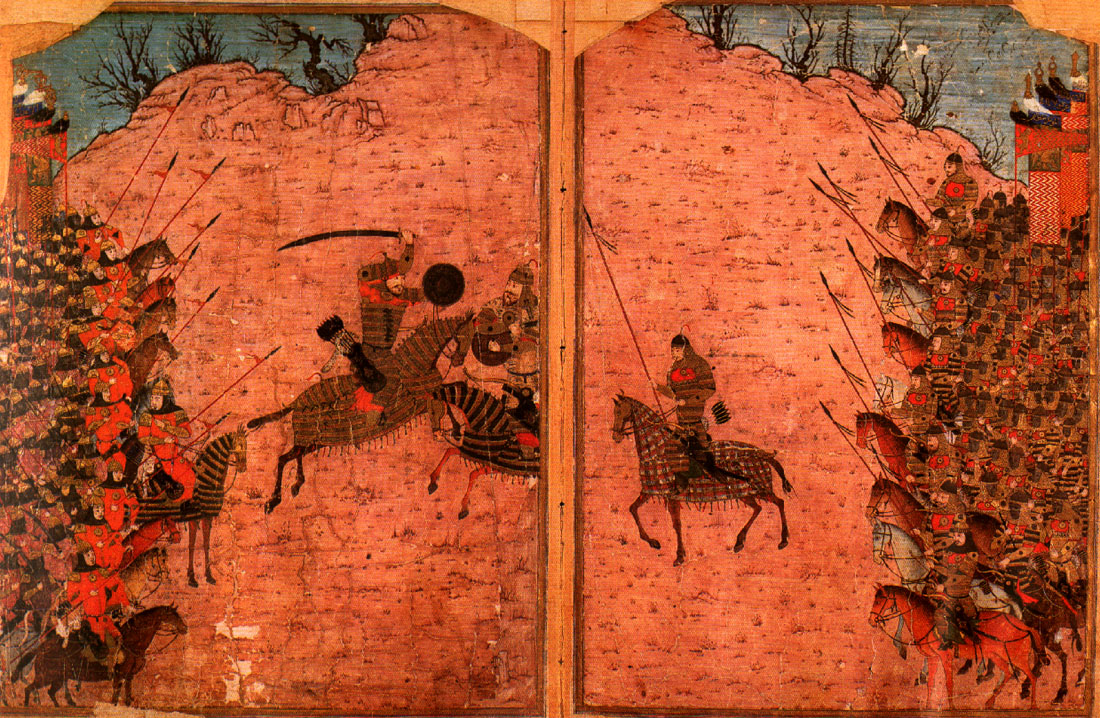
Page d'un Shah Nama : bataille entre Iran et Turan, Tabriz, milieu du XIV.

L'art du livre jalayiride s'inscrit dans la continuité de celui des Il-khanides dans les écoles de Bagdad et Tabriz. Toutefois, on note l'apparition de traits nouveaux : une calligraphie oblique, des débordements (volontaires !) dans les marges, des montagnes zoo- ou anthropomorphes. L'invention de lunettes et de loupes permet également une miniaturisation, qui se retrouve chez les Muzaffarides et dans les siècles suivants. On remarque toujours des motifs sinisants (nuages tchi).
On peut signaler un diwan (recueil d'œuvres poétiques en persan) conservé à la Freer Gallery et daté de 1402. Ce livre fait pour Ahmad Jalayir se démarque des manuscrits illustrés, étant donné que ses images consistent principalement en dessins sinisants dans les marges réalisés à l'encre noire avec des rehauts de bleu et d'or. 

 Un autre manuscrit intéressant est le Jami al-tawarikh de la BNF (supplément persan 1113), remarquable par ses illustrations dénotant une forte inspiration chinoise.

#### Art du livre muzaffaride
À Shiraz, les Muzaffarides produisent des manuscrits essentiellement commerciaux, en concurrence directe avec ceux des Jalayirides. Leur style est différent, les miniatures se distinguant par une tendance à l'extrême miniaturisation, des personnages fins et élancés, une richesse de la végétation, une simplicité des paysages, un horizon haut et arrondi. Les rochers anthropo- zoomorphes ne sont pas utilisés. L'enluminure est très particulière, avec de très fins motifs végétaux sur un fond bleu.

## Art de la Horde d'Or
L'art de la Horde d'or est très mal connu, mais commence à être redécouvert.
 
Il n'existe aucune architecture, mais la céramique, et surtout l'orfèvrerie tinrent une place importante.

### Céramique
La céramique était produite dans la ville de Nouvelle Saray. On a recensé trois types de production : la mosaïque de céramique, la céramique non glaçurée et le céramique glaçurée, parfois proche du groupe des Sultanabad ou de poteries égyptiennes.

### Orfèvrerie et Joaillerie
L'orfèvrerie constitue l'art majeur, ce qui semble normal dans une civilisation nomade. Les objets créés peuvent être des bijoux (bracelets, pendeloques), que l'on trouve le plus souvent dans des sépultures, et qui ont une importance sociale : ils servent souvent de marques d'alliance. La vaisselle en or et en argent est également fréquente. On note dans tous les cas des influences il-khanides, chinoises et égyptiennes. Tous les objets connus (ou presque) sont conservés au musée de l'Ermitage à Saint-Pétersbourg.

## Pour en savoir plus